# Cherry 2000
Cherry 2000 ist ein US-amerikanischer Science-Fiction-Film aus dem Jahr 1987 von Steve De Jarnatt mit Melanie Griffith. Der Film erschien am 26. November 1987 in den deutschen Kinos.

## Handlung
Der Geschäftsmann Sam Treadwell lebt im Jahr 2017 glücklich mit der Androidin Cherry zusammen, die für ihn die perfekte Frau ist. Als Cherry durch einen Wasserschaden zerstört wird und sich Sam eine neue besorgen möchte, erfährt er, dass die Produktion der Cherry-Modellreihe längst eingestellt wurde. Da er sich für neuere Modelle nicht begeistern kann, verzichtet er zunächst auf einen Liebesroboter. Doch nach ein paar Tagen erhält er von dem Androidenhändler Slim die Nachricht, dass auf einem Roboterfriedhof in der Wüste eine intakte Cherry gelagert wird. Weil dieses Gebiet aber von Rebellen kontrolliert wird, ist Sam auf die Hilfe der ortskundigen Kopfgeldjägerin Edith Johnson angewiesen. Zunächst lehnt er ab und will sich einen anderen Jäger suchen, willigt dann aber doch ein und tritt mit Edith Johnson die lange Reise an. Zielort ist Zone 7, eine gesetzlose Wüstengegend, die von Lester und seiner Bande beherrscht wird. Während sie ihrem Ziel immer näher kommen, spürt die Bande die beiden auf und entführt sie. Nach kurzer Zeit können sie sich befreien und setzen ihre Suche fort, werden aber von Lester verfolgt. Mit leichtem Vorsprung erreichen Sam und Edith den Roboterfriedhof und finden die Cherry. Als sie sich auf den Heimweg machen wollen, trifft Lester mit seiner Bande ein. Es kommt zu einer Schießerei, bei der Lester getötet wird. Sam kann mit Cherry vor den übrigen Bandenmitgliedern flüchten, muss Edith aber alleine im Kampf zurücklassen. Auf dem Rückweg erkennt Sam, dass er sich in Edith verliebt hat. Er dreht um und setzt Cherry wieder ab, so dass er Edith retten kann und sich schließlich mit ihr auf die Heimreise begibt.

## Kritiken
Scott Weinberg schrieb auf EFILMCRITIC.COM, der Film sei „ziellos“. Am 23. August 2013 wurde der Film im Rahmen von Oliver Kalkofes Tele-5-Reihe Die schlechtesten Filme aller Zeiten gezeigt und erhielt von den Zuschauern am Silvesterabend des gleichen Jahres die „Auszeichnung“ SchleFaZ (Schlechtester Film aller Zeiten) 2013.

## Auszeichnungen
Steve De Jarnatt wurde 1988 für den International Fantasy Film Award (Fantasporto) nominiert.

## Hintergründe
Der von Basil Poledouris stammende Soundtrack war zunächst nur beim Varèse Sarabande CD Club (USA) als CD mit der Nummer VCL 8903.1 erhältlich. Die Auflage dieser CD mit händisch nummeriertem CD Inlay war auf 1500 Stück limitiert.
Der Film wurde komplett im US-Bundesstaat Nevada gedreht, u. a. in der Geisterstadt Rhyolite.
Im Sommer 2004 erschien die Filmmusik in einer erweiterten Fassung zusammen mit Basil Poledouris’ No Man's Land erneut – aber diesmal nicht limitiert – auf CD beim belgischen Label Prometheus.
Die DVD-Veröffentlichung vom 3. Januar 2005 hatte eine Freigabe „nicht unter 18 Jahren“. Siebeneinhalb Jahre später, am 20. Juli 2012, bekam der Film die Freigabe ab 12 Jahren.